# بير مارتي
بير مارتي (بالإسبانية: Pere Martí Castelló)‏ (22 يناير 1982 في إسبانيا - ) هو لاعب كرة قدم إسباني في مركز الوسط. لعب مع ريال مورسيا ونادي إلتشي ونادي فياريال ونادي كاستييون ونادي مالقا ونادي فياريال ب.